# Dicasterio de las Causas de los Santos
El Dicasterio de las Causas de los Santos (Dicasterium de Causis Sanctorum en latín), anteriormente denominado Congregación para las Causas de los Santos, es un dicasterio de la Curia Romana. 
Fue creada el 8 de mayo de 1969 por el papa Pablo VI al dividir la Sagrada Congregación de Ritos, instituida por Sixto V en 1588, en dos Congregaciones que se repartían los cometidos de la antigua congregación: la Sagrada Congregación para las Causas de los Santos y la S.C. de Culto Divino. Desde el 28 de junio de 1988 al 19 de marzo de 2022 se llamó Congregación de las Causas de los Santos. Su nombre actual es Dicasterio de las Causas De los Santos. El prefecto actual es Marcello Semeraro (desde el 15 de octubre de 2020) y el secretario actual es Fabio Fabene.
Es el dicasterio el responsable de todo lo relacionado con el procedimiento que conduce a la beatificación y canonización de los "Siervos de Dios": examinando su vida para comprobar tras escuchar testimonios de quienes le han conocido en vida que han vividos las virtudes heroicas, que nada hay en sus escritos contrario a la fe de la Iglesia, y comprobando que a su intercesión se puede atribuir un hecho milagroso.
Además tras haber escuchado la opinión del Dicasterio para la Doctrina de la Fe, obtiene del Papa la atribución a los santos del título de doctor de la Iglesia. También tiene la tarea de verificar la autenticidad de las reliquias.
Las normas para la canonización de los santos fueron profundamente reformadas bajo el pontificado de Juan Pablo II con la constitución apostólica Divinus perfectionis magister del 25 de enero de 1983.
El 19 de marzo de 2022, el papa Francisco publicó la constitución apostólica Praedicate evangelium por la que la entonces congregación se convirtió en dicasterio.

## Estructura[3]
- Prefecto: cardenal Marcello Semeraro
- Secretario: arzobispo Fabio Fabene
- Subsecretario: padre Bogusław Stanisław Turek, CSMA
- Promotor de la Fe: monseñor Alberto Royo Mejía (prelado teólogo)
- Relator general: padre Vincenzo Criscuolo, O.F.M. Cap.
- Jefe de Oficina: monseñor Gianpaolo Rizzotti

## Lista de prefectos
- Flavio Chigi (12 de febrero de 1748-12 de julio de 1789)
- Arcadio María Larraona Saralegui (12 de febrero de 1962-9 de enero de 1968)
- Benno Walter Gut (29 de junio de 1967-7 de mayo de 1969)
- Paolo Bertoli (7 de mayo de 1969-1 de marzo de 1973)
- Luigi Raimondi (21 de marzo de 1973-24 de junio de 1975)
- Corrado Bafile (11 de julio de 1975-27 de junio de 1980)
- Pietro Palazzini (27 de junio de 1980-1 de julio de 1988)
- Angelo Felici (1 de julio de 1988-13 de junio de 1995)
- Alberto Bovone (13 de junio de 1995-17 de abril de 1998)
- José Saraiva Martins (30 de mayo de 1998-9 de julio de 2008)
- Angelo Amato (9 de julio de 2008-26 de mayo de 2018)
- Giovanni Angelo Becciu (26 de mayo de 2018-24 de septiembre de 2020)
- Marcello Semeraro (15 de octubre de 2020-actualidad)